# Joan Molas i Casas
Joan Molas i Casas (Barcelona, 17 de desembre de 1854- 28 de juliol de 1904) va ser un autor dramàtic i llibretista de sarsueles. Va ser un col·laborador del Diari Català i de Lo Nunci.
Fill de Joan Molas i Hernàndez teixidor d'ofici i de Rita Casas i Coll tots dos de Barcelona. Es va casar amb Francisca Valverde i tingueren dos fills Rita i Joan Molas i Valverde

## Obra

### Teatre
- Les cues. Sarsuela en 2 actes i en vers. Llibret en col·laboració amb Narcís Campmany i Pahissa. Música de Joan Rius. Estrenada al Teatre Tívoli de Barcelona el 26 d'agost de 1876.
- El cant de la Marsellesa. Sarsuela en 3 actes i en vers. Llibret en col·laboració amb Narcís Campmany i Pahissa. Música de Nicolau Manent i Puig. Estrenada al Teatre Tívoli de Barcelona el 6 de juny de 1877.
- Lo rellotge del Montseny. Sarsuela en 4 actes. Llibret en col·laboració amb Narcís Campmany i Pahissa. Música de Nicolau Manent i Puig. Estrenada al Teatre Tívoli de Barcelona el 24 de juliol de 1878.
- De Nadal a Sant Esteve. Comèdia de costums en dos actes i en vers. Estrenada al teatre del Bon Retir de Barcelona, el 14 d'agost de 1878.
- De la terra al sol. Viatge fantàstic, inversemblant, buf, ballable i de gran espectacle en 3 actes i 11 quadres, en prosa i vers. Llibret en col·laboració amb Narcís Campmany i Pahissa. Música de Nicolau Manent i Puig. Estrenat al Teatre Tívoli de Barcelona el 23 d'agost de 1879.[4]
- Ral per duro. Comèdia en tres actes i en vers. Estrenada al teatre Romea de Barcelona, el 15 de gener de 1880.
- Las devanadoras. Música de Francesc Porcell i Guàrdia. Estrenada al Teatre del Bon Retir de Barcelona el 21 de juliol de 1881.
- Cèrcol de bóta. Paròdia del drama de Frederic Soler Cèrcol de foc. Estrenat al Teatre Romea, el 6 de desembre de 1881.
- L'hortolana del Born. Adaptació de l'opereta de Charles Lecocq La Fille de madame Angot. Estrenada al Teatre Espanyol de Barcelona el 23 de novembre de 1883.
- Doña Flamenca. Guasa cómico-lírico-política en 1 actr i en versos.(1986) Adaptació d'una opereta de Franz von Suppé. 1884
- El rústic "Bertoldo". Farsa grotesca en 4 actes i en vers, en col·laboració amb Frederic Soler, estrenada el dia 2 de maig de 1886, al teatre Romea de Barcelona.
- El secret dels savis. Sarsuela semi-històrica, semi-bufa i d'aparat en 3 actes. Llibret en col·laboració amb Narcís Campmany i Pahissa. Música de Nicolau Manent i Puig. Estrenada al Teatre Eldorado de Barcelona el 7 d'octubre de 1892.
- Les guanteres. Sarsuela en 1 acte. Música de Joan Rius. Estrenada al Teatre Novetats de Barcelona. 1894 (?)
- No cantes más la Africana o los nervios de Anselmito. Estrenada al Teatre Eldorado de Barcelona. 1894.

### Poesia
- La gran exposició. Poema festiu dividit en varis cants y escrit ab varietat de metros, Barcelona, Imprenta de Fidel Grió, 1888, dibuixos de R. Miró Folguera